# Farsa på låtsas
Farsa på låtsas (engelska: My Father the Hero) är en fransk-amerikansk långfilm från 1994 i regi av Steve Miner, med Gérard Depardieu, Katherine Heigl, Dalton James och Lauren Hutton i rollerna. Filmen är en nyinspelning av den franska filmen Min farsa är en hjälte från 1991, i vilken Gerard Depardieu också spelar huvudrollen.

## Handling
Nicole (Katherine Heigl) lever med sin skilda mamma. Nu skall åka till Bahamas med sin pappa André (Gerard Depardieu). För att imponera på en snygging berättar hon för honom att hennes pappa är hennes älskare, med ett kriminellt förflutet.

## Rollista
| Gérard Depardieu   | – Andre  |
| Katherine Heigl    | – Nicole |
| Dalton James       | – Ben    |
| Lauren Hutton      | – Megan  |
| Faith Prince       | – Diana  |
| Stephen Tobolowsky | – Mike   |
| Ann Hearn          | – Stella |
| Robyn Peterson     | – Doris  |
| Frank Renzulli     | – Fred   |